# Dendropicos xantholophus
Dendropicos xantholophus е вид птица от семейство Picidae.

## Разпространение
Видът е разпространен в Ангола, Габон, Камерун, Република Конго, Демократична република Конго, Кения, Нигерия, Руанда, Судан, Танзания, Уганда, Централноафриканската република и Южен Судан.